# Onthophagus perniger
Onthophagus perniger là một loài bọ cánh cứng trong họ Bọ hung (Scarabaeidae).